# Paralastor pallidus
Paralastor pallidus är en stekelart som beskrevs av Perkins 1914. Paralastor pallidus ingår i släktet Paralastor och familjen Eumenidae. Inga underarter finns listade i Catalogue of Life.